# Aloe boylei
Aloe boylei är en grästrädsväxtart som beskrevs av John Gilbert Baker. Aloe boylei ingår i släktet Aloe och familjen grästrädsväxter.

## Underarter
Arten delas in i följande underarter:
- A. b. boylei
- A. b. major